# بخش گولسپانگ
بخش گولسپانگ (به سوئدی: Gullspångs kommun) یک ناحیه شهری در سوئد است که در شهرستان وسترا گوتلاند واقع شده‌است.